# Kuba Płużek
Kuba Płużek (* 1988 in Krakau) ist ein polnischer Jazzmusiker (Piano, Komposition).
Płużek studierte an der Abteilung für Jazz und Populäre Musik der Musikakademie Katowice. Er arbeitete u. a. mit Janusz Muniak, Zbigniew Wegehaupt, Michał Urbaniak, Greg Osby, Jorge und Maikel Vistel sowie Bronisław Suchanek. Er ist Mitbegründer vieler wichtiger und außergewöhnlicher Bands und Projekte, für die er oft Musik schreibt. Płużek hat über 20 CDs aufgenommen, davon fünf unter seinem eigenen Namen; die Alben First Album (2014), Froots (2017) und Creationism (For Tune, 2018) entstanden mit seinem Quartett, zu dem der Saxophonist Marek Pospieszalski, der Bassist Max Mucha und der Schlagzeuger Dawid Fortuna gehören. Daneben hat er die Soloalben Eleven Songs (2015) und Book of Resonance (2021), das in den Snap Studios in London für Audio Cave aufgenommen wurde, veröffentlicht. Daneben gehört er zum Tomek Nowak Quartet und zum Sophia Grand Club.

## Preise und Auszeichnungen
Płużek war Gewinner und Finalist bei zentralen polnischen und internationalen Jazzwettbewerben: Er wurde beim Jazz Pianist Festival in Warsaw 2007, Jazz Standards Competition in Siedlce; Jazz Juniors in Krakow 2008 Old Jazz Meetings, Jazz nad Odrą Festival, International Jazz Competition in Tarnów 2009 ausgezeichnet. Er erhielt den Grand Prix Jazz Nad Odrą 2010 und war Finalist beim Montreux-Klavierwettbewerb. 2015 wurde er für den Fryderyk nominiert.